# Palla decia
Palla decia är en fjärilsart som beskrevs av Jacob Hübner 1819. Palla decia ingår i släktet Palla och familjen praktfjärilar. Inga underarter finns listade i Catalogue of Life.